# Argyrodes apiculatus
Argyrodes apiculatus är en spindelart som beskrevs av Tamerlan Thorell 1895. Argyrodes apiculatus ingår i släktet Argyrodes och familjen klotspindlar.
Artens utbredningsområde är Myanmar. Inga underarter finns listade i Catalogue of Life.